# Communication non violente
 (novembre 2008).
Pour les articles homonymes, voir CNV.

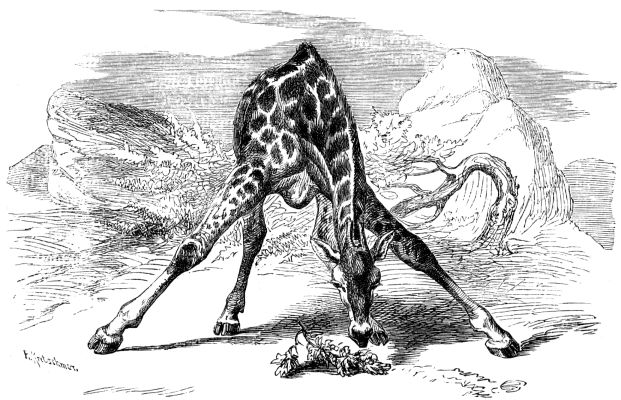
La girafe est une métaphore de la communication non violente.

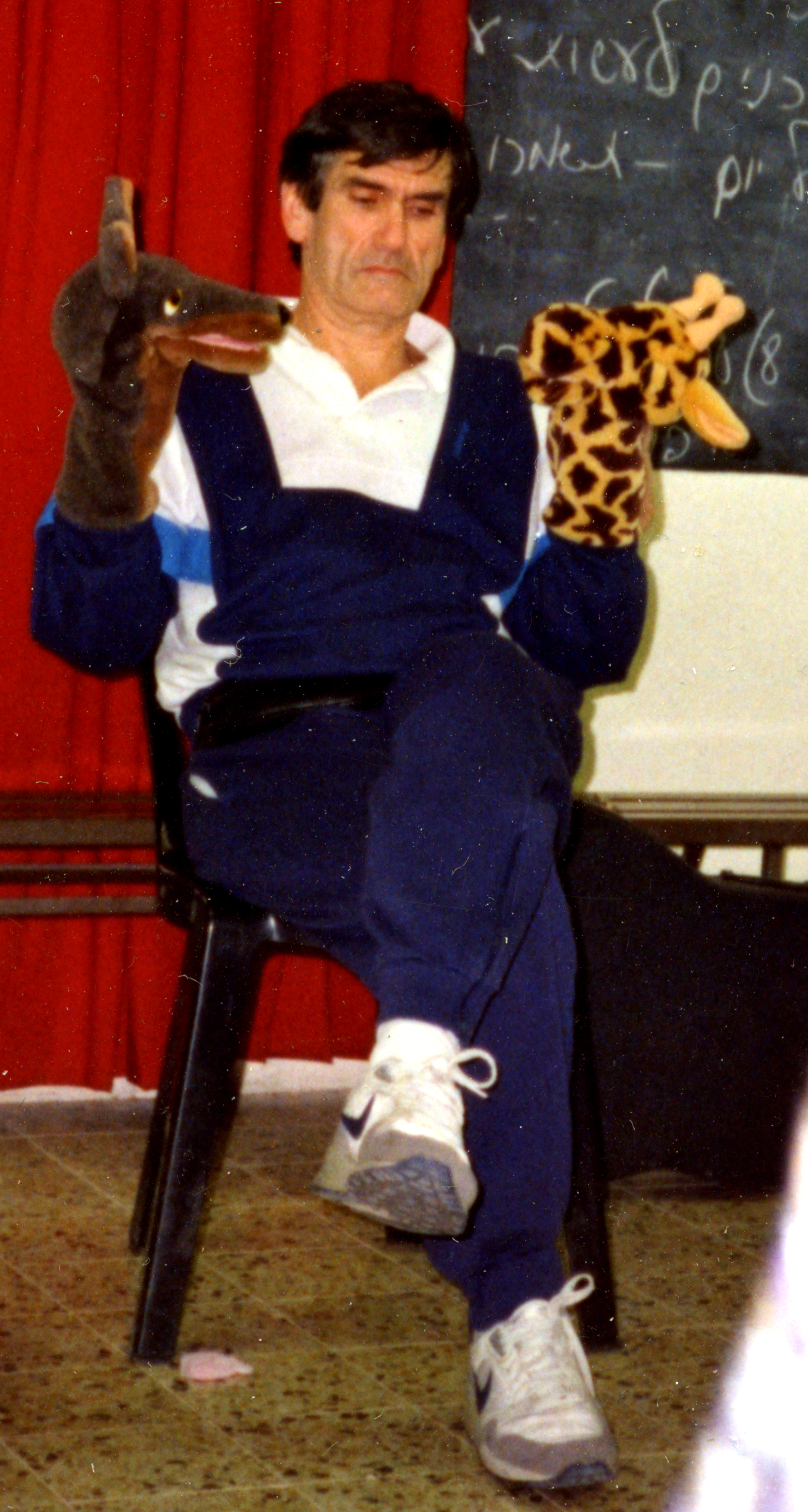
Marshall Rosenberg lors d'une présentation de la CNV à Neve Shalom - Wahat as Salam, Israël, en 1990.

La communication non violente (CNV) est une méthode de communication formalisée par Marshall B. Rosenberg. Selon son auteur, ce sont « le langage et les interactions qui renforcent notre aptitude à donner avec bienveillance et à inspirer aux autres le désir d'en faire autant ». L'empathie est au cœur de la CNV, entamée dans les années 1970, ce qui constitue un point commun avec l'approche centrée sur la personne du psychologue Carl Rogers dont Marshall Rosenberg fut un des élèves. L'expression « non violente » est une référence au mouvement de Gandhi et signifie ici le fait de communiquer avec l'autre sans lui nuire (voir ahimsa). Marshall Rosenberg s'appuie également sur les travaux de l'économiste chilien Manfred Max-Neef, qui a analysé les besoins humains,.
Le Centre pour la Communication NonViolente (The Center for Nonviolent Communication, CNVC) parle également d'une « communication consciente » dont les caractéristiques principales sont l'empathie, l'authenticité et la responsabilité.

## Terminologie et définition
Alors que la grammaire française inciterait plusieurs auteurs francophones à utiliser l'expression « communication non violente », Marshall B. Rosenberg et le Center for Nonviolent Communication (CNVC) préfèrent la typographie « Communication NonViolente » avec plusieurs arguments :
- « L'expression Communication NonViolente (CNV) est la traduction française d'une marque déposée aux États-Unis. Les majuscules et l'absence d'espace et de trait d'union en font partie. »[6]
- « La CNV est un processus précis que nous devons à Marshall B. Rosenberg, que nous distinguons du terme générique de « communication non violente » qui appartient au vocabulaire courant et à tous »[7]
- Le terme « nonviolent » est inspiré du sanskrit « Ahimsa », terme difficilement traduisible par un mot en français[8] ou en anglais, puisqu’il signifie quelque chose comme « absence de violence » ou « absence de façon de nuire ». Il n’existe pas de terme en français qui permette de dire cela dans un langage positif, constructif. Du coup, Marshall a gardé le terme « nonviolent » et à la fin de sa vie, il a dit que pour lui, ce qui lui paraissait important était de s’inscrire dans la lignée de la « nonviolence[9] » des Gandhi et Martin Luther-King et que pour cette raison, il était en paix avec ce terme, même s’il voyait aussi ses limitations.

On peut émettre l'hypothèse que le succès du terme « bienveillance » est en partie lié à cette volonté d'exprimer dans une formulation positive « non-violence ». Cependant, il ne le recouvre pas exactement.

### Définition de Marshall Rosenberg
Marshall Rosenberg propose une définition du processus de la CNV[source insuffisante], processus qui, selon lui, est continuellement remis en question[citation nécessaire] :

« La Communication Nonviolente, c'est la combinaison d'un langage, d'une façon de penser, d'un savoir-faire en communication et de moyens d'influence qui servent mon désir de faire trois choses :
– me libérer du conditionnement culturel qui est en discordance avec la manière dont je veux vivre ma vie ;
– acquérir le pouvoir de me mettre en lien avec moi-même et autrui d'une façon qui me permette de donner naturellement à partir de mon cœur ;
– acquérir le pouvoir de créer des structures qui soutiennent cette façon de donner. »

#### Explication de la terminologie employée
- Le « conditionnement culturel », pour Marshall Rosenberg, est la façon que nous aurions de porter des jugements sur les choses et les êtres en termes de « vrai » ou « faux »[11], « bon » ou « mauvais », « normal » ou « anormal »…
- « Se mettre en lien avec soi-même » pourrait s'expliquer comme : prendre pleinement conscience des sentiments et besoins qui nous habitent et qui, au départ, sont juste « vaguement conscients »[réf. nécessaire].
- « Donner naturellement à partir de son cœur » pourrait se définir comme une générosité spontanée et volontaire, qui ne provient pas d'une contrainte ou d'une obligation morale extérieure[réf. nécessaire].

### Définition de Thomas d'Ansembourg
Selon l’auteur et psychothérapeute belge Thomas d'Ansembourg, le processus de la CNV vise à aider à éclaircir ce que nous vivons. Il ne s'agit pas de l'empathie en tant que telle, mais elle y donne accès. Il ne s'agit pas non plus d'une simple écoute, mais de « se relier efficacement à soi et à l'autre », c'est-à-dire prendre pleinement conscience de ses propres sentiments et de ceux de l'autre.

### Définition de David Servan-Schreiber
Dans son best-seller Guérir, David Servan-Schreiber décrit le processus de la CNV en termes relativement simples. Selon lui, le premier principe de la CNV est de remplacer tout jugement par une observation objective, afin d'éviter les réactions habituelles de son interlocuteur face à une critique. Le second principe est d'éviter tout jugement sur son interlocuteur pour ne parler que de ce que l'on ressent, l'autre ne pouvant contester cela. L'effort consiste alors à décrire la situation en commençant ses phrases par « je », pour être « dans l'authenticité et l'ouverture ».

## Bases et finalités
Pour Marshall Rosenberg, le but de la CNV est de « favoriser l'élan du cœur et nous relier à nous-mêmes et aux autres, laissant libre cours à notre bienveillance naturelle. ».
Partant de sa conviction que la nature profonde des hommes les porte à « aimer donner et recevoir dans un esprit de bienveillance », il s'interroge sur notre capacité à nous couper de cette bienveillance au point de devenir violents ou agressifs, et s'efforce de comprendre comment certains individus, au contraire, parviennent à rester en contact avec cette bonté, même dans les épreuves.
Dans ces différents états, il constate le rôle déterminant du langage et de l'usage des mots. C'est pourquoi il définit un mode de communication qui « favorise l'élan du cœur et nous relie à nous-même et aux autres ». Il appelle cela la Communication Nonviolente en référence à Gandhi, au sens d'une communication où il ne reste plus trace de violence.
Pour le CNVC (Center for Nonviolent Communication), organisme promoteur de la méthode et certificateur de ses formateurs, le but de la Communication Nonviolente est de « tisser des liens sur le plan humain encourageant les échanges venant du cœur et de mettre sur pied des structures gouvernementales et civiles qui favorisent de tels échanges. »

## Processus de Communication NonViolente selon Marshall B.Rosenberg
« La CNV repose sur une pratique du langage qui renforce notre aptitude à conserver nos qualités de cœur, même dans des conditions éprouvantes. »
Le processus de Communication NonViolente peut être utilisé de trois manières :
- communiquer avec soi-même pour clarifier ce qui se passe en soi (auto-empathie) ;
- communiquer vers l'autre d'une manière qui favorise la compréhension et l'acceptation du message (expression authentique);
- recevoir un message de l'autre, l'écouter d'une manière qui favorise le dialogue quelle que soit sa manière de s'exprimer (empathie).

Pour que ce processus favorise réellement la coopération et le dialogue, cela suppose :
- une attention au moment présent ;
- une intention claire de favoriser le dialogue et la coopération.

### Les quatre étapes de la CNV

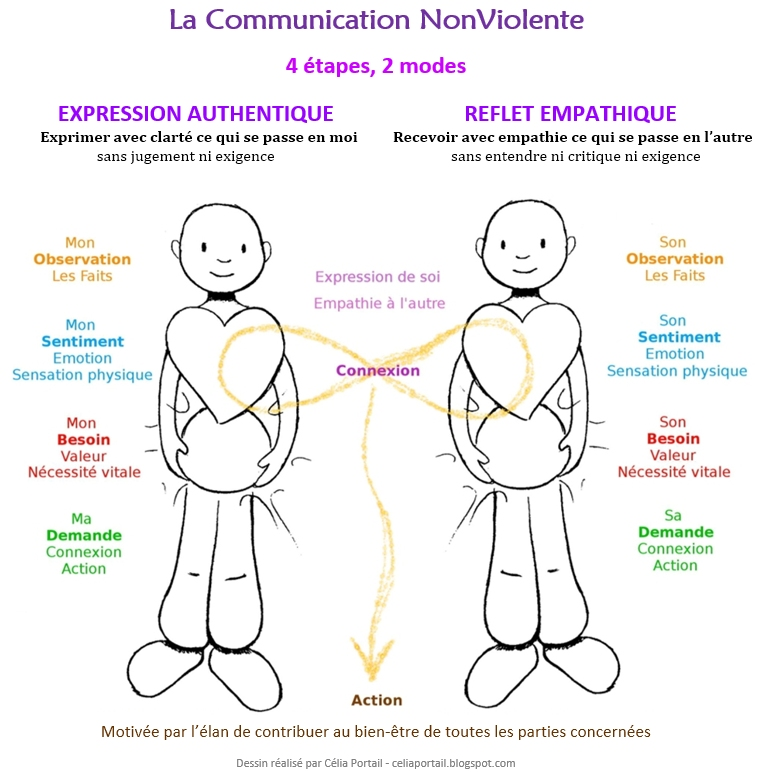
Les quatre étapes du processus de la CNV, dans l'expression et dans l'écoute.

Qu'il s'agisse de clarifier ce qui se passe en soi ou de communiquer avec d'autres, l'art relationnel de la CNV propose de porter son attention sur 4 points (OSBD) :
- Observation (O) : décrire la situation en termes d'observation partageable ;
- Sentiment (S) : exprimer les sentiments ressentis face à cette situation ;
- Besoin (B) : clarifier le(s) besoin(s) qui est la source du sentiment ressenti ;
- Demande (D) : faire une demande respectant les critères suivants : réalisable, concrète, précise et formulée positivement. Si cela est possible, que l'action soit faisable dans l'instant présent. Le fait que la demande soit accompagnée d'une formulation des besoins la rend négociable.

Cependant, il ne s'agit pas d'une manière de parler qu'il faudrait suivre à tout prix. Marshall Rosenberg a écrit à ce sujet un texte  intitulé "La langue Girafe n'est pas une langue".
Les concepts proposés sont des repères, destinés à faciliter la reliance de cœur à cœur, et non pas des règles à suivre.
On remarquera alors par exemple si nos besoins ne sont pas clairs pour notre interlocuteur, ou si au contraire, les besoins de notre interlocuteur ne nous apparaissent pas clairement.
Dans une situation de communication, l'ordre de présentation des étapes est indifférent : on peut très bien commencer par exprimer ses sentiments (S), stimulés par une situation (O), puis parler des besoins qui sont la cause de nos sentiments (B) pour présenter une demande (D). Présenter toutes les étapes peut augmenter nos chances de rejoindre notre interlocuteur et d'être compris par lui.

#### Observer les faits
Quand nous décrivons une situation, nous exprimons différentes choses :
- des observations objectives (ce qu'on a vu, entendu, ce qui pourrait être enregistré par une caméra)
- des évaluations (penser en termes de bien ou de mal, qualifier la personne ou la situation, etc.)
- des interprétations (faire des conclusions qui se basent sur des présupposés)

Du point de vue de la CNV, les évaluations et les interprétations sont légitimes et peuvent être exprimées. L'important est de les distinguer des observations objectives et de préciser que c'est ce que nous imaginons. Rosenberg fait référence à Krishnamurti auquel il prête la pensée suivante : « Observer sans évaluer est la plus haute forme de l'intelligence humaine ».
Il recommande d'éviter d'utiliser des évaluations et des jugements, parce que si notre interlocuteur se sent jugé, il aura tendance à s'investir dans l'autodéfense plutôt que la compréhension. Par ailleurs, les évaluations rendent le monde statique, alors qu'il est en transformation constante. Comme l'explique Wendell Johnson, le langage est un instrument imparfait invitant à parler de stabilité et de normalité, alors que la réalité est changeante et faite de différences. La CNV recommande de parler de faits concrets pour décrire les événements plutôt que d'attribuer des caractéristiques définitives à l'interlocuteur ou au monde ce qui l'enferme mentalement dans une case. Alors qu'en parlant de faits concrets, on ouvre la possibilité de formuler des demandes d'actions précises à réaliser dans le futur.
Ex. : « Tu es un fainéant » (jugement) s'oppose à « Cela fait une semaine que tu n'es pas sorti » (fait observable).
Obstacle à l'expression des observations : ne pas avoir vraiment l'intention de communiquer, mais être dans un rapport de pouvoir ou de compétition.

#### Exprimer ses sentiments et ses émotions
Par exemple : avoir peur, être curieux, être surpris, être triste, être plein d'énergie, etc. Afin de pouvoir communiquer ce qui se passe en nous, la CNV nous invite à développer un vocabulaire affectif pour exprimer toute la palette d'émotions qui peuvent nous toucher.
Un des pièges habituels dans l'interprétation des sentiments est de faire l'amalgame entre les émotions et la perception que l'on se fait de l'autre, de ses agissements et de ce qu'on imagine faire. Par exemple, si l'on dit à quelqu'un qu'on se sent ignoré par lui parce qu'il ne nous a pas dit bonjour, on ne décrit pas nos sentiments mais notre interprétation de son comportement. Nos sentiments peuvent ici être de la tristesse ou de la frustration.
De même, certaines expressions cultivent la confusion entre sentiment et jugement. Par exemple, « j'ai le sentiment que tu ne m'aimes pas » n'est pas un sentiment mais un jugement : on interprète le comportement de l'autre. À noter : en français, l'expression "j'ai le sentiment que" ou "je ressens que" est toujours suivi d'une pensée, jugement ou interprétation, jamais d'un sentiment... Si l'on veut exprimer un sentiment, on utilisera donc plutôt "je me sens..." ou "j'ai un sentiment de..." qui peuvent grammaticalement être suivis d'un sentiment.
De manière générale, lorsque intervient le mot « tu » dans une phrase (« vous », « les autres »…), il s'agit d'un jugement et non d'un sentiment.
Si je veux parler de mes sentiments, je parle en "Je".
L'emploi du "tu" reste cependant de mise : 
- dans le cadre d'observations factuelles, comme dans l'exemple cité précédemment : « cela fait une semaine que tu n'es pas sorti ».
- dans le cadre d'un reflet empathique, où on va l'utiliser dans les 4 étapes de l'OSBD pour refléter ce que fait la personne à laquelle on s'adresse : Lorsque tu fais [action], est-ce que tu te sens [sentiment] parce que tu as besoin de [besoin] ? Et qu'aimerais-tu maintenant ?

#### Exprimer les besoins
En CNV, les besoins sont définis comme les "forces motrices de la Vie en quête de son épanouissement".
Ils sont communs à tous les êtres humains, mais leur expression diffère selon les personnes, les époques, les cultures.
Nous confondons souvent les besoins avec les moyens, ou stratégies, que nous choisissons pour nourrir ces derniers.
Un besoin selon la CNV est :
- Sans forme
- Universel
- Détaché d'une personne en particulier
- Détaché d'un moment, d'un lieu, d'un objet en particulier
- Détaché d'une action
- Il existe une infinité de solutions possibles pour le nourrir

Quand nous ne sommes pas conscients du lien entre nos besoins et nos sentiments, nous croyons que ce sont les situations qui, seules, provoquent ce que nous ressentons et nos attitudes. Entre les actions des autres et nos sentiments, il y a nos besoins qui sont la cause réelle de nos ressentis. D'où l'importance de déterminer les besoins et de les assumer. Par ailleurs, si l'on accompagne nos demandes de l'explication des raisons profondes, on permet à l'autre de se relier à nous (car tous les êtres humains ont les mêmes besoins, même si ces derniers ne sont pas ressentis au même moment) et, si jamais il ne peut accepter ce que nous demandons, il proposera plus spontanément une alternative permettant de satisfaire à la fois le porteur de la demande et lui-même.
Obstacles à l'expression des besoins :
- Le conditionnement social ou familial qui réprime l'expression des sentiments
- Un manque d'habitude à exprimer ses besoins
- Le manque de vocabulaire pour exprimer ses sentiments et ses besoins (je vais « bien », je vais « mal »)
- Croire qu'on se met en situation de faiblesse (risque d'être critiqué ou manipulé)
- Ne pas croire que l'autre puisse faire preuve de bienveillance à l'égard de nos besoins

#### Demander les actions que l'on souhaite
La CNV nous invite à traduire nos besoins généraux en demandes concrètes, c'est-à-dire concernant des actions précises nécessaires pour satisfaire les besoins les plus urgents, ou bien de prévoir des actions possibles afin de répondre à un problème qui pourrait se (re)produire dans le futur. Selon les principes de la CNV, il n'est pas nécessaire d'utiliser les exigences, la menace, les ordres ou la manipulation. De telles méthodes sont même considérées comme entrainant des conséquences négatives, par exemple de la peur ou de la frustration, et ne suscitent pas la bienveillance chez notre interlocuteur.
Pour M. Rosenberg, une demande a toutes les chances d'être entendue quand elle est :
- active et positive : demander ce que l'on veut, et non pas ce que l'on ne veut pas, exprimée dans un langage incitant à l'action.
- consciente et explicite : les demandes implicites sont sources de mauvaise interprétation et de désarroi pour ceux à qui elles s'adressent.
- simple, claire et précise : le but de la demande est clair pour tous et sa réalisation est à la portée de l'interlocuteur.

Rosenberg distingue « demande » et « exigence ». Il constate que les demandes sont fréquemment perçues comme des exigences, actes de domination auquel on répond soit par la soumission soit par la révolte. Il insiste donc sur la différence entre les deux.
On peut les distinguer par leur forme ou leur contenu. Les demandes exprimées sur un mode autoritaire ou contenant des termes qui expriment l'obligation (« il faut », « on doit », « c'est comme ça », verbe à l'impératif, etc.) sont des exigences.
Parfois, leur expression est identique : « Veux-tu aller faire les courses ? » sera une demande ou une exigence, selon le contexte. On les distingue alors par l'attitude du demandeur face à un refus.
Si le refus génère chez lui un sentiment négatif (peur, colère, frustration, tristesse), sa demande était une exigence. Le sentiment négatif va alimenter une communication où jugements et critiques vont tenir une grande place, mettant en danger la relation. Le demandeur porte souvent ses critiques sur la personne à l'origine du refus (« tu dis toujours non », etc.) mais peut aussi se les adresser à lui-même (« quel imbécile d'avoir demandé ça ! »).
Si au contraire le demandeur reste serein face au refus et manifeste de l'empathie envers les besoins de son interlocuteur, il garde la communication ouverte. Il s'agit bien d'une demande, au sens de la CNV. Ce que Rosenberg exprime ainsi : « Dès lors que nous sommes prêts à écouter pleinement ce qui empêche l'autre de faire ce que nous lui demandons, nous formulons une demande, selon ma définition, et non une exigence. »

## Besoins
Ils sont à la base de la CNV. Marshall Rosenberg les définit ainsi : « Les besoins sont des manifestations de la vie ». Il les considère comme des cadeaux « beaux et précieux ». Dans ses interventions, il incite ses interlocuteurs à en parler en leur demandant de répondre aux questions suivantes :
- Qu'est-ce qui est vivant en nous ?
- Qu'est-ce qui pourrait nous rendre la vie plus belle ?

### Caractéristiques
Marshall Rosenberg les définit ainsi :
- ils sont universels (communs à tous les êtres humains) ;
- ils sont l'énergie vitale qui nous mobilise pour agir dans le sens qui va nous faire croître ;
- ils sont indépendants de tout contexte. Notamment, ils ne sont attachés :
  - ni à une personne en particulier,
  - ni à un objet,
  - ni à une action,
  - ni à une situation particulière ;
- il y a un nombre infini de manières de les satisfaire. M. Rosenberg appelle « stratégies » les actions que l'on met en œuvre pour les satisfaire.

Quelques précisions sur le sens du mot « besoin » :
- « Un besoin n’est jamais quelque chose que l’on peut faire, ni quelque chose que l’on peut prendre ou toucher. »[29]. Mais on peut identifier la satisfaction ou non de ses besoins par une sensation physique.
- Voir la carte de sentiments et de besoins qui permet de distinguer le besoin au sens de la CNV de l'usage courant du mot besoin (par exemple : « j'ai besoin d'une bonne bière » ou « j'ai besoin que tu sois gentil avec moi » pour l'usage courant)[30].

### Liste des besoins
Dans la perspective de Max-Neef, reprise par Rosenberg, neuf besoins fondamentaux recouvrent à peu près toute la palette des besoins humains :
- Besoins physiologiques, bien-être physique ;
- Sécurité ;
- Empathie, compréhension ;
- Créativité ;
- Amour, intimité ;
- Jeu, distraction ;
- Repos, détente, récupération ;
- Autonomie ;
- Sens, spiritualité.

Chacune de ces familles de besoins contient les besoins détaillés. Par exemple, parmi les besoins physiologiques on trouve la faim, la soif, le besoin de dormir, etc.
Il n'existe pas de liste définitive des besoins. Le site du Centre pour la Communication NonViolente donne une liste de besoins classés par famille en précisant « La liste de besoins suivante n'est ni exhaustive ni définitive. Elle est destinée à être un point de départ pour toute personne souhaitant approfondir la connaissance de soi et pour faciliter une meilleure compréhension et une meilleure relation entre les personnes. ».

## Études scientifiques sur la CNV
Quelques études scientifiques ont évalué l'impact de la CNV. Les interventions ont ciblé différentes populations : des personnes incarcérées, des patients hospitalisés en psychiatrie et des élèves à l'école. En général, les études tendent à indiquer que la CNV est efficace pour améliorer les capacités de communication, mais les recherches dans ce domaine restent très peu nombreuses.

## Place de la spiritualité dans la CNV
La CNV ne repose pas sur une religion. Dans ses ouvrages et interventions, Rosenberg cite fréquemment Gandhi, Krishnamurti, l'évangéliste Matthieu, Martin Buber, ou Teilhard de Chardin. Et pour lui, « la spiritualité est un espace dans lequel la violence est impossible ».

## Écueils de la CNV

### Réduction à un langage
La forme langagière propre à la communication non violente est issue d'un positionnement intérieur particulier vis-à-vis de soi-même et des autres, associé à différentes compétences internes. La congruence des mots, le fait que ceux-ci soient profondément sincères et portés par une intention claire de vie et d'assertivité, fait pleinement partie de la démarche et du processus de communication non violente.
Une présentation et utilisation de la CNV uniquement au travers de sa forme langagière n'est pas représentative de l'ensemble du processus présenté par Marshall Rosenberg.
Cependant, le langage étant la partie concrète et facilement assimilable de la CNV, il arrive que cette dernière soit réduite à sa forme, sans qu'en soit transmis, compris et mis en œuvre le fond.

### Chercher à manipuler l'autre
Il arrive[évasif] que la CNV soit considérée comme un moyen d'éviter certaines réactions violentes chez son interlocuteur et/ou de ne pouvoir être contesté par l'autre et/ou d'ainsi obtenir exactement ce que l'on voulait en premier lieu. Cela ne correspond pas à la conception de Marshall Rosenberg. En effet :
- il ne s'agit pas de développer des capacités pour contrôler la violence de l'autre, mais pour interpréter cette violence autrement que comme une agression. Ce faisant, le pratiquant de CNV ne serait plus vulnérable aux critiques, reproches, colères ou autres violences communicationnelles et, ne craignant plus les réactions de l'autre, n'aurait pas d'intérêt à vouloir les éviter.
- en CNV, l'autre reste toujours libre et son réel consentement est essentiel. Le pratiquant de la CNV, tel que le conçoit M. Rosenberg, préférera accueillir un refus qu'une acceptation forcée. La personne qui emploie la CNV recherche la satisfaction des besoins de lui-même et de l'autre, à égale mesure.
- enfin, son intention étant de permettre de répondre à ses besoins et à ceux de l'autre, la CNV invite à être souple et créatif sur les manières de répondre à ses besoins. Pour cela, la personne qui emploie la CNV doit être prête à changer de « stratégie de satisfaction de ses besoins », afin de prendre également en compte les besoins de l'autre[36].

## Citations
- M. Rosenberg : « Tout conflit est l'expression tragique d'un besoin insatisfait »[37].
- M. Rosenberg, à propos de l'attitude face aux erreurs : « Le but de la vie n'est pas d'être parfait. Toute chose qui vaut la peine d'être faite, vaut la peine d'être faite, même pauvrement[38]. »
- Thomas d'Ansembourg : « La violence n’est pas notre nature, mais l’expression de la violation de notre nature. »

## Critiques

### Difficulté d'application
La méthode peut poser question en ce qui concerne la facilité de son application. Avec une certaine dose d'humour, la méthode est présentée par le quotidien La Libre Belgique de la façon suivante :

« Ne dites plus : « Tu ne m'écoutes jamais ! », dites : « Lorsque je parle, pourrais-tu avoir l'élan d'attendre que j'aie fini avant de prendre la parole à ton tour pour répondre ainsi à mon besoin d'expression ? » »

À ce propos, Michelle Guez, formatrice certifiée, parle d'une fluidité qui s'acquiert avec la pratique. Pour elle, les étapes sont les mêmes que pour l'apprentissage d'une langue : on passe du savoir (compréhension de la méthode) au savoir-faire (après quelque temps de pratique) puis au savoir-être (la méthode s'applique de manière naturelle).

### Problèmes de la terminologie«officielle»
Marcelle Bélanger, formatrice au Québec, préfère parler de « communication consciente », qui rendrait mieux compte du chemin à parcourir. Selon elle, l'expression « communication non violente » ne passe pas dans la Belle Province :

« En entendant « communication non violente », les gens se sentent attaqués personnellement, comme si on les accusait d'être violents ! Ça part mal pour communiquer. »

Aussi, certaines personnes qui remettent en question l'appellation « communication non violente » préfèrent nommer cette dernière par « ce qu'elle est », plutôt que par « ce qu'elle n'est pas », et emploient ainsi volontiers des dénominations telles que « communication assertive », l'idée étant de canaliser l'énergie de la CNV sur ce qu'elle favorise plutôt que sur ce qu'elle permet de ne pas nourrir.
Un autre argument porté par certains pratiquants de la CNV se base sur le fait que, comme le soutient aussi Marshall Rosenberg, l'apprentissage de ce mode de communication est la simple réappropriation du mode de communication naturel et universel, dans lequel la violence n'existe pas. La violence est apprise culturellement et ainsi injectée dans la communication, dont elle freine l'efficacité.
Violence et communication, si elles peuvent être mêlées, seraient donc, d'après cet argument, deux choses bien distinctes : il n'existerait pas de « communication violente » mais « une communication à laquelle se mêle de la violence ». Parler de communication non violente est ainsi perçu par certains comme un pléonasme qui peut avoir pour effet de renforcer, malgré lui, une confusion entre « violence » et « communication ». Il serait ainsi plus juste de parler de « communication sans violence » plutôt que de « communication non violente ».